# Ksenija Levčenko
Ksenija Alekseevna Levčenko (in russo Ксения Алексеевна Левченко?; Tynda, 29 marzo 1996) è una cestista russa.

## Carriera
Con la Russia ha disputato tre edizioni dei Campionati europei (2017, 2019, 2021).